# Β-Bungarotoxin
β-Bungarotoxin ist ein Protein und Neurotoxin aus der Schlange Bungarus multicinctus.

## Eigenschaften
β-Bungarotoxin wird in der Giftdrüse gebildet. Es ist ein Heterodimer mit Phospholipase-A2-Aktivität. Es kommt in zwei Isoformen vor, β1-Bungarotoxin und β2-Bungarotoxin. κ-Bungarotoxin und α-Bungarotoxin wirken postsynaptisch, während β-Bungarotoxin präsynaptisch wirkt.